# Миттуа
Миттуа́ (фр. Mittois) — коммуна во Франции, находится в регионе Нижняя Нормандия. Департамент коммуны — Кальвадос. Входит в состав кантона Сен-Пьер-сюр-Див. Округ коммуны — Лизьё.
Код INSEE коммуны — 14433.

## Население
Население коммуны на 2010 год составляло 165 человек.
| 1962 | 1968 | 1975 | 1982 | 1990 | 1999 | 2010 |
| ---- | ---- | ---- | ---- | ---- | ---- | ---- |
| 169  | 196  | 174  | 175  | 173  | 156  | 165  |

## Экономика
В 2010 году среди 99 человек трудоспособного возраста (15—64 лет) 68 были экономически активными, 31 — неактивными (показатель активности — 68,7 %, в 1999 году было 55,4 %). Из 68 активных жителей работали 65 человек (30 мужчин и 35 женщин), безработных было 3 (2 мужчин и 1 женщина). Среди 31 неактивных 6 человек были учениками или студентами, 6 — пенсионерами, 19 были неактивными по другим причинам.